# Henri Peyre
Henri Peyre (ur. 21 lutego 1901, zm. 9 grudnia 1988) – francuski teoretyk i historyk literatury, romanista.
Po ukończeniu École normale supérieure wykładał, od 1925, na różnych uniwersytetach amerykańskich, przede wszystkim na Uniwersytecie Yale. Cechowało go szerokie spektrum zainteresowań badawczych. Jest autorem około 40 publikacji książkowych. Odświeżył znajomość i rozumienie literatury francuskiej w świecie anglosaskim. Pisał po francusku i po angielsku. Tłumaczył także na angielski utwory poetów francuskich z XIX i XX wieku, w tym Nervala, Baudelaire’a i innych symbolistów, Claudela, Valéry’ego, Éluarda i Chara.
Pracę doktorską Louis Menard z 1932, w której zmierzał w stronę klasycyzmu, poświęcił jednemu z najważniejszych francuskich parnasistów. Tezą uzupełniającą do pracy doktorskiej była powstała w tym samym roku Bibliographie critique de l'hellénisme en France de 1843 à 1870. Głównym polem jego zainteresowań badawczych stała się literatura XIX wieku - napisał m.in. Shelley et la France. Lyrisme anglais et lyrisme français au XIXe siècle (1935), Connaisance de Baudelaire (1951) i tłumaczone na język polski Qu'est-ce que la classicisme? (1964) (Co to jest klasycyzm?), Qu'est-ce que le romantisme (1971) (Co to jest romantyzm?), Qu'est-ce que le symbolisme? (1974) (Co to jest symbolizm?). Poświęcił też wiele książek i artykułów literaturze XX wieku – do ważniejszych należą Hommes et ouevres du vingtième siècle (1938) i opisującą powieść francuską od Martina du Garde'a do Sartre’a The Contemprary French Novel (1955).
W refleksji teoretycznoliterackiej Henri Peyre był uczniem Gustave’a Lansona, w swoich pracach i poglądach nawiązującym do poglądów mistrza. Dlatego wdał się w konflikt z głównym anglosaskim kierunkiem badań literackich, ukształtowanym przez Eliota New Criticism, zwłaszcza z jego rozumieniem klasycyzmu. Zwalczając XX-wieczny klasycyzm anglosaski, nawiązywał zarazem do klasycyzmu francuskiego, zwłaszcza do poglądów wyrażanych przez Paula Valéry’ego. Poglądy Lansona, dla których nowa krytyka ukuła obelżywy epitet „lansonizm”, zakładały historyzm, podkreślały potrzebę interpretacji utworu literackiego za pomocą metod historycznoliterackich, socjologicznych, psychologicznych, przeciw czemu protestowała nowa krytyka i inne kierunki formalistyczne, uznając, że metody te odwodzą od „czysto literackich” metod badawczych, że ignorują one samoistność i wewnętrzną specyfikę utworu.
W niektórych dziedzinach badań teoretycznoliterackich Peyre uniezależnił się jednak od Lansona, rozwijając własne poglądy. W Writers and Their Critics. A Study of Misunderstanding (1944) zastanawiał się nad względnością oceny dzieła literackiego. Z innych zagadnień teoretycznoliterackich, które poruszał, można wymienić kwestię tak zwanych generacji literackich, w Les générations littéraires (1948), i jego analizę pojęcia szczerości, w Litterature and Sincerity (1963).
Pozostawił także bogatą spuściznę epistolograficzną. Należy do niej korespondencja ze znaczącymi powojennymi pisarzami i literaturoznawcami powojennymi, jak Robert Penn Warren, André Gide czy André Malraux.

## Przekłady na język polski
- Co to jest klasycyzm? – przeł. [z fr.] i posłowiem opatrzył Maciej Żurowski, 1985
- Co to jest romantyzm? – przeł. [z fr.] i posłowiem opatrzył Maciej Żurowski, 1987
- Co to jest symbolizm? – przeł. [z fr.] i posłowiem opatrzył Maciej Żurowski, 1990